# Bistum Mâcon

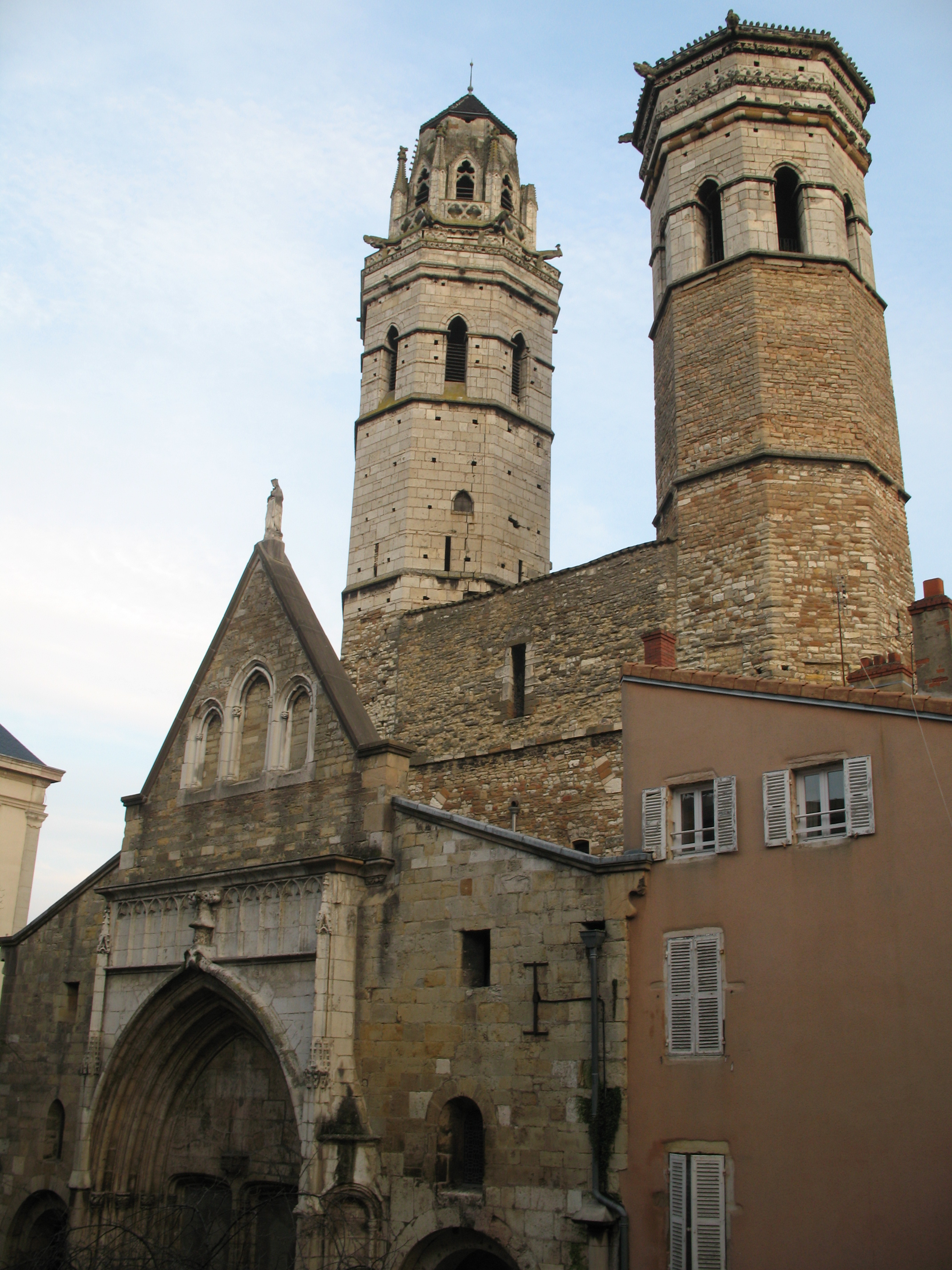
Die Kathedrale St. Vincent in Mâcon

Das Bistum Mâcon (lateinisch Dioecesis Matisconensis) war eine in Frankreich gelegene römisch-katholische Diözese mit Sitz in Mâcon.

## Geschichte
Das Bistum Mâcon wurde im 6. Jahrhundert errichtet. Erster Bischof war Placide.
Das Bistum Mâcon war dem Erzbistum Lyon als Suffraganbistum unterstellt. Im Jahre 1765 umfasste das Bistum Mâcon 200 Pfarreien.
Am 29. November 1801 wurde das Bistum Mâcon infolge des Konkordates von 1801 durch Papst Pius VII. mit der Päpstlichen Bulle Qui Christi Domini aufgelöst und das Territorium wurde dem Erzbistum Lyon und dem Bistum Autun angegliedert.